# Quickie Aircraft Corporation
Quickie Aircraft Corporation était un fournisseur de kit pour la construction d'avion biplan américain créé à Mojave en Californie en 1978 par Gene Sheehan et Tom Jewett. Il a maintenant cessé ses activités.

## Production
Quickie Aircraft a commercialisé environ 2000 kits pour la construction d'avions inspirés du Quickie monoplace créé par Burt Rutan (créateur notamment du Voyager et du SpaceShipOne) :
- Quickie ou Q1
- Quickie Q2
- Quickie Q200

|  |  |